# Bezwola
Bezwola – wieś w Polsce położona w województwie lubelskim, w powiecie radzyńskim, w gminie Wohyń. Leży przy głównej trasie kolejowej z Łukowa do Lublina.
W latach 1975–1998 miejscowość administracyjnie należała do województwa bialskopodlaskiego.
Na terenie wsi utworzono dwa sołectwa: Bezwola I i Bezwola II. Według Narodowego Spisu Powszechnego z roku 2011 wieś liczyła 1193 mieszkańców.
W Bezwoli funkcjonuje szkoła podstawowa, przystanek kolejowy Bezwola oraz Ośrodek dla cudzoziemców ubiegających się o udzielenie ochrony międzynarodowej prowadzony przez Urząd do Spraw Cudzoziemców.
Wierni Kościoła rzymskokatolickiego należą do parafii Parafia św. Anny w Wohyniu.
| SIMC    | Nazwa    | Rodzaj    |
| ------- | -------- | --------- |
| 0022125 | Górne    | część wsi |
| 0022131 | Iski     | część wsi |
| 0022148 | Latczyna | część wsi |
| 0022154 | Rokosz   | część wsi |
| 0022160 | Wymyśle  | część wsi |

## Historia
Bezwola w wieku XIX stanowiła wieś z folwarkiem w powiecie radzyńskim, gminie Lisia Wólka, parafii Wohyń. We wsi cerkiew rusińska. W 1827 roku wieś posiadała 162 domy i 691 mieszkańców, w roku 1882 1034 mieszkańców z gruntem 3906 mórg.
W początkowym okresie wojny (kampania wrześniowa) miejscowość była ostrzeliwana przez lotnictwo niemieckie (w trakcie bombardowań Wohynia). W okresie powojennym powstała dzielnica Iski, która miała w perspektywie dalszy rozwój związany z osadnictwem rolników. Plany te zostały pokrzyżowane.
W latach 1954–1958 wieś była siedzibą gromady Bezwola. Miejscowość była przejściowo siedzibą gminy Lisia Wólka.

## Obiektyzabytkowe
- cerkiew unicka, ob. kościół rzym.kat. fil. pw. Zmartwychwstania Pańskiego, drewn., 1728, nr rej.: A/111 z 30.11.1966 i z 6.11.2003:
  - dzwonnica, drewniana, z połowy XIX w.
  - cmentarz przykościelny,
- zespół plebański, końca XIX w.:
  - plebania, drewniana
  - spichrz, drewniany
  - ogród
- zespół dworski, XIX, nr rej.: A-131 z 31.12.1983:
  - dwór
  - park z alejami dojazdowymi.